# Agoghé

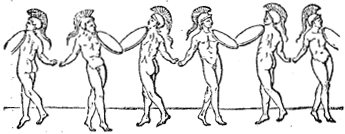
Le Gimnopedie erano festività religiose e di esercizi di resistenza per giovani spartani

La ἀγωγή agōghḕ era un rigoroso regime di educazione e allenamento basato su disciplina e obbedienza cui era sottoposto ogni cittadino spartano fin dall'età di 7 anni. Comprendeva la separazione dalla famiglia, la coltivazione della lealtà di gruppo, l'allenamento alla guerra e alla pratica militare, caccia, danza e preparazione per la società e per l'attività civile.
Il termine "agoghé", tradotto alla lettera come "condotta/conduzione", è una parola applicata più tradizionalmente all'allevamento del bestiame. Il supervisore durante tutto il periodo di allenamento era una figura di spicco della società spartana che nella letteratura greca è detta παιδονόμος (paidonómos): letteralmente un "mandriano di ragazzi". Secondo la tradizione tramandata dalle fonti più antiche questo tipo di educazione sarebbe stato introdotto dal semi-mitico legislatore spartano Licurgo.
L'agoghé era peculiare soprattutto perché si trattava di un'educazione obbligatoria, collettiva, organizzata e impartita dalla città. Questo tipo di formazione era indispensabile per accedere alla piena cittadinanza e gli adolescenti che non si fossero sottoposti a tale regime non avrebbero potuto né accedere ai corpi di élite né tanto meno alle magistrature, nonché a tutti gli altri diritti civili.
L'obiettivo del sistema era di produrre maschi fisicamente e moralmente robusti perché potessero servire nell'esercito spartano. Questi uomini, una volta divenuti ὅμοιοι hòmoioi, avrebbero preso il loro posto nella falange andando così a formare le "mura di Sparta": la città infatti, fino al regno di Archidamo IV era priva di una cinta muraria.

## Struttura

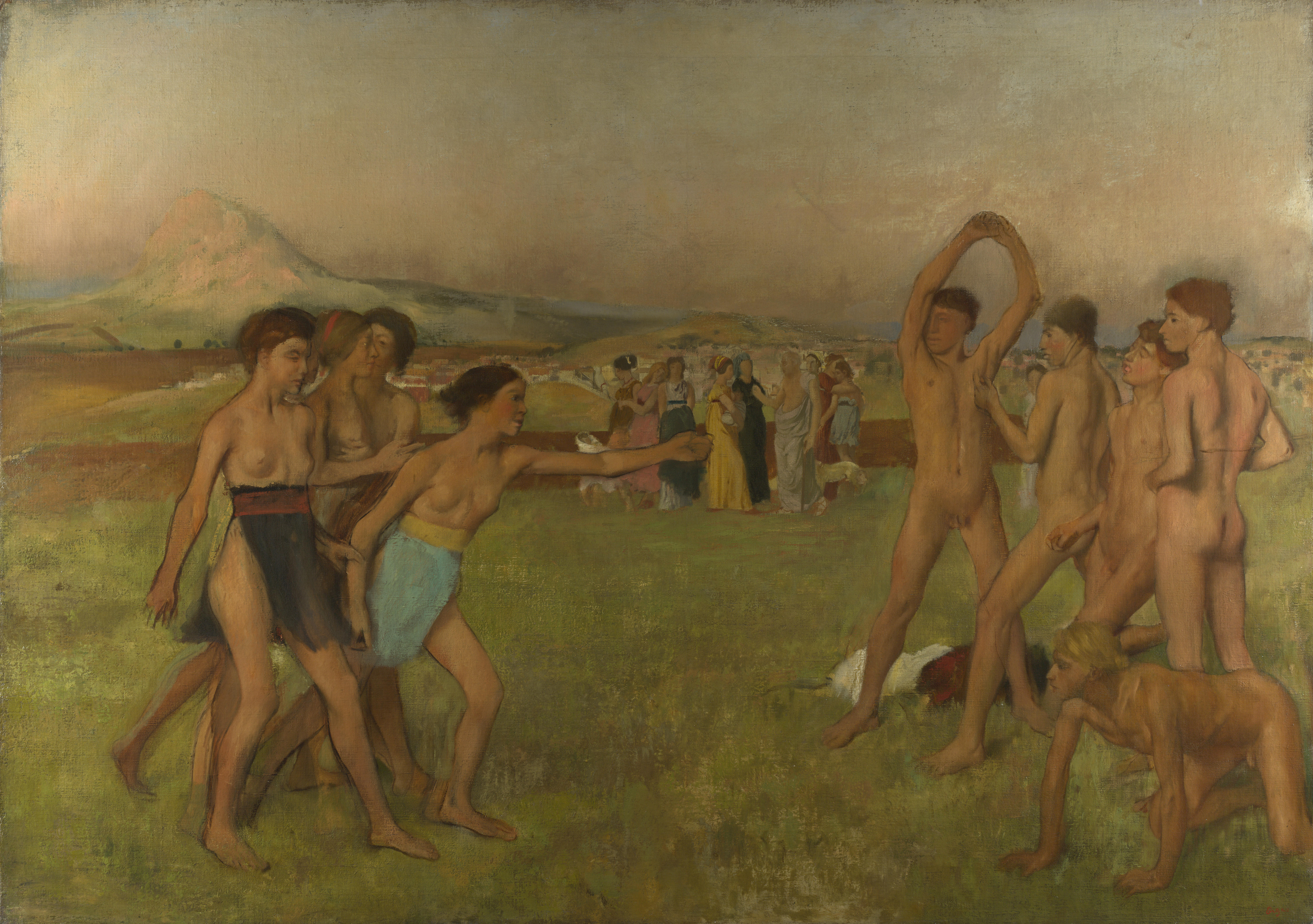
Giovani spartani che si esercitano (o "L'educazione degli spartiati"), di Edgar Degas. Londra, National Gallery.

I genitori dovevano presentare i nuovi nati alla λέσχη lèschē, dove sedevano cittadini tra i più anziani e onorevoli. Questi esaminavano i bambini e se convenivano che avessero una struttura forte e salda allora ordinavano che venissero allevati e che venisse loro assegnato un κλῆρος klḕros, ovvero un lotto di terra. Secondo la credenza comune (di cui però parla solo Plutarco), quando invece i neonati si fossero rivelati deformi o malformati e se fin dall'inizio fosse parso impossibile uno sviluppo sano, nell'opinione che la sopravvivenza dei bambini stessi non sarebbe stata proficua né per loro né per la città, venivano abbandonati in un luogo chiamato Ἀποθέτης Apothètēs ("[luogo dove] si lascia o ci si disfa di [qualcosa]"), un burrone presso il Taigeto. In realtà, i reperti archeologici del luogo hanno rivelato scheletri per lo più adulti, suggerendo che fosse il luogo in cui venivano giustiziati i prigionieri di guerra. 
Coloro che superavano la selezione venivano subito abituati dalle loro nutrici a crescere senza fasce per rendere i loro corpi resistenti e atti a muoversi liberamente. Quando un ragazzo terminava il suo settimo anno veniva posto sotto l'autorità del παιδονόμος paidonómos, incaricato di supervisionare la sua educazione.
| dagli 8 agli 11 anni, ragazzetto, fanciullo | ῥωβίδας rōbídās (significato sconosciuto)             |
| dagli 8 agli 11 anni, ragazzetto, fanciullo | προμικκιζόμενος promikkizómenos (fanciullo)           |
| dagli 8 agli 11 anni, ragazzetto, fanciullo | μικκι(χι)ζόμενος mikki(chi)zómenos (ragazzetto)       |
| dagli 8 agli 11 anni, ragazzetto, fanciullo | πρόπαις própais (pre-ragazzo)                         |
| dai 12 ai 15 anni, ragazzo, giovanetto      | πρατοπάμπαις pratopámpais (giovanetto di I anno)      |
| dai 12 ai 15 anni, ragazzo, giovanetto      | ἀτροπάμπαις atropámpais (giovanetto di II anno)       |
| dai 12 ai 15 anni, ragazzo, giovanetto      | μελλείρην mellèirēn (futuro eirèn)                    |
| dai 12 ai 15 anni, ragazzo, giovanetto      | μελλείρην mellèirēn (idem, II anno)                   |
| dai 16 ai 20 anni, eirèn                    | εἰρήν eirḕn I anno, o σιδεύνας sidèunās (sconosciuto) |
| dai 16 ai 20 anni, eirèn                    | II anno εἰρήν                                         |
| dai 16 ai 20 anni, eirèn                    | III anno εἰρήν                                        |
| dai 16 ai 20 anni, eirèn                    | IV anno εἰρήν                                         |
| dai 16 ai 20 anni, eirèn                    | πρωτείρας prōtèirās primo-eirèn                       |

Da quando i ragazzi venivano allontanati dalla famiglia vivevano in gruppi (ἀγέλαι aghèlai, mandrie) sotto un ragazzo capo più grande. Questi mastigófori, portatori di frusta, erano nominati dai ragazzi stessi, ma erano sottoposti al maestro e avevano il dovere di mettere in atto le punizioni qualora fossero venute a mancare disciplina o obbedienza. I παιδονόμοι paidonómoi non erano di condizione servile come accadeva invece per i maestri di tutte le altre città della Grecia, piuttosto facevano parte dei cittadini più onorevoli poiché dovevano essere figure di riferimento in grado di suscitare rispetto presso gli allievi. Nonostante la figura del παιδονόμος paidónomos, qualsiasi cittadino aveva il diritto di infliggere punizioni ai ragazzi qualora la situazione lo avesse richiesto. Erano incoraggiati a donare la loro lealtà al gruppo più che alle famiglie; anche quando erano sposati non potevano pranzare con le mogli almeno fino al compimento dei 25 anni di età.
La scrittura e le arti in generale non meritavano grande attenzione e venivano insegnate da maestri di bassa caratura, menzionati di rado. L'educazione era fondata sulla disciplina, la vita dura e l'emulazione. I παῖδες pàides ricevevano un solo mantello per le stagioni di tutto l'anno, camminavano a piedi nudi. Erano mal nutriti e ci si aspettava che rubassero del cibo; se colti nell'atto venivano severamente puniti, non tanto per il furto in sé ma per la scarsa abilità dimostrata nell'essersi lasciati sorprendere.
Durante l'adolescenza i ragazzi potevano lavarsi solo poche volte all'anno, rasavano i capelli e trascuravano completamente l'aspetto esteriore, invertendo poi del tutto questa tendenza una volta superata questa fase e, specie in periodo di guerra quando l'agoghé diminuiva di ritmo e intensità, si richiedeva una cura estrema del proprio aspetto.
L'età successiva identificabile con il compimento dei 16 anni era dominata dall'emulazione: gli efori selezionavano tre ἱππαγρέται hippagrétai, i quali a loro volta sceglievano 100 guerrieri, motivando in maniera dettagliata la loro scelta, che tutti insieme sarebbero andati a formare la guardia reale dei 300 ἱππεῖς hippèis. Entrare a far parte di questa cerchia rientrava tra le più alte ambizioni di ogni spartano e generava un clima di competizione interna che Plutarco definì come “la più cara agli dèi e la più utile alla città”.
Veniva praticata una forma di pederastia spartana istituzionalizzata, da alcuni antichi storici ritenuta di natura casta e della quale gli Spartani non parlavano mai troppo volentieri; i guerrieri più anziani mantenevano infatti relazioni a lungo termine con i giovani, ma apparentemente soltanto con propositi pedagogici. Sarebbe stato infatti da condannare chiunque avesse desiderato soltanto il corpo di un ragazzo rendendo così la cosa disdicevole. Al ragazzo spettava richiedere la relazione, che era considerata importante nel trasmettere conoscenze e nell'assicurare la lealtà sul campo di battaglia. La dedizione a questo culto trovava conferma nel fatto che quando facevano un sacrificio agli dèi prima di una battaglia, gli Spartani sacrificavano al dio dell'amore, Eros.
All'età di circa 30 anni, dopo l'agoghé, i più promettenti tra i giovani spartiati partecipavano alla Κρυπτεία kryptèia, un'organizzazione che metteva ulteriormente alla prova le loro abilità, costringendo i nuovi iniziati a vivere all'interno del territorio della città senza mai farsi individuare da nessuno, e rinforzava l'obbedienza della popolazione schiava degli Iloti, incoraggiando i giovani a cercare e uccidere schiavi in un giorno particolare dell'anno.
Raggiunta la piena cittadinanza ogni ragazzo veniva introdotto dal suo ἐραστής erastḕs, amante, ai συσσίτια syssìtia, i sissizi, pasti quotidiani collettivi, ritenuti un'importante occasione di partecipare delle esperienze dei più anziani.
Una volta terminato l'addestramento gli ὅμοιοι hòmoioi erano tenuti a prestare servizio militare fino al compimento dei 60 anni di età e a continuare a esercitarsi alla guerra anche in periodo di pace.

## Evoluzione
Non è agevole valutare le fasi interne dell'agoghé. Un certo declino ha cominciato a rendersi avvertibile sin dagli inizi del V secolo, fino a portare nel III secolo all'attenuazione dei rigori del processo formativo, probabilmente anche a causa dell'evidente calo demografico verificatosi. La severità del processo di selezione infatti si rivelò alla fine controproducente, tanto che proprio nel III secolo il numero degli abitanti era sceso fino a divenire di solo qualche centinaio.
Il re Cleomene III nel 227 a.C. ripristinò l'obbligatorietà istituzionale dell'agoghé, che da tempo era caduta in declino: si mantenne fino al 222 a.C., anno della disfatta di Sellasia e della caduta di Sparta.

## Educazione delle ragazze
Anche le ragazze avevano una forma di educazione statale che comprendeva danza, ginnastica e altri sport. Lo scopo era simile a quello dell'agoghé in quanto mirava a rendere le donne spartane le più attraenti fisicamente dell'intera Grecia, e a consentire loro di dare alla luce bambini sani e vigorosi. Tratti come grazia e cultura erano malvisti, a favore della temperanza fisica e della rettitudine morale. Come per i ragazzi, l'educazione delle ragazze poteva includere una relazione omosessuale con una donna più anziana.
Le donne spartane indossavano l'antico peplo (πέπλος pèplos) aperto su un lato, che a volte suscitava la derisione degli altri greci, che le chiamavano φαινομηρίδες phainomērìdēs, "mostra-coscia". Nelle cerimonie religiose e durante gli esercizi fisici, ragazze e donne erano nude come i ragazzi e gli uomini.